# Lepromoris
Lepromoris is een kevergeslacht uit de familie van de boktorren (Cerambycidae). De wetenschappelijke naam van het geslacht werd voor het eerst geldig gepubliceerd in 1864 door Pascoe.

## Soorten
Lepromoris is monotypisch en omvat slechts de volgende soort:
- Lepromoris gibba (Brullé, 1839)